# Aglyptodactylus
Aglyptodactylus is een geslacht van kikkers uit de familie gouden kikkers (Mantellidae). De groep werd voor het eerst wetenschappelijk beschreven door George Albert Boulenger in 1919.
Er zijn zes soorten, inclusief Aglyptodactylus australis en Aglyptodactylus chorus die pas in 2015 voor het eerst wetenschappelijk zijn beschreven. Alle soorten komen voor in delen van Afrika en zijn endemisch zijn op Madagaskar.

## Taxonomie
Geslacht Aglyptodactylus
- Soort Aglyptodactylus australis
- Soort Aglyptodactylus chorus
- Soort Aglyptodactylus inguinalis
- Soort Aglyptodactylus laticeps
- Soort Aglyptodactylus madagascariensis
- Soort Aglyptodactylus securifer

Aglyptodactylus · Laliostoma